# الازدحام المروري في الطريق السريع الوطني الصيني 110
كان الازدحام المروري في الطريق السريع الوطني الصيني 110 عبارة عن تكدس مروري بدأ في الظهور يوم 13 أغسطس 2010، معظمه على الطريق السريع الوطني الصيني 110 (جي 110) والطريق السريع بين بكين والتبت (جي 6)، في مقاطعة خبي ومنغوليا الداخلية. أدى الازدحام المروري إلى إبطاء آلاف المركبات لأكثر من 100 كيلومتر (60 ميل) واستمر لمدة 10 أيام. كان العديد من السائقين قادرين على تحريك سياراتهم لمسافة كيلومتر واحد فقط (0.6 ميل) في اليوم، وأفاد بعض السائقين بأنهم عالقون في الازدحام المروري لمدة خمسة أيام. يعتبر هذا الازدحام واحد من أطول الازدحامات المرورية من قبل بعض وسائل الإعلام.

## خلفية

### الأسباب
نمت حركة المرور على الطريق السريع الوطني الصيني 110 بنسبة 40٪ كل عام في السنوات العديدة السابقة، مما جعل الطريق السريع مزدحمًا بشكل مزمن. كان حجم حركة المرور في وقت وقوع الحادث 60٪ أكثر من السعة المحددة. ورد أن سبب الازدحام المروري هو ارتفاع حركة المرور بالشاحنات الثقيلة المتجهة إلى بكين، إلى جانب أعمال الصيانة في الطريق السريع الوطني 110 التي بدأت بعد خمسة أيام. ساهم إنشاء الطريق الذي قلص سعة الطريق بنسبة 50٪ بشكل كبير في الازدحام المروري ولم يكن من المقرر الانتهاء منه حتى منتصف سبتمبر. ذكرت الشرطة أن الأعطال والحوادث الطفيفة كانت تفاقم المشكلة.
تم نقل إنتاج الفحم المتزايد بشكل كبير في منغوليا الداخلية إلى بكين على طول هذا الطريق بسبب نقص قدرة السكك الحديدية، مما أدى إلى زيادة التحميل على الطريق السريع. تم استخراج ونقل 602 مليون طن من الفحم في عام 2009؛ كان من المتوقع أن يرتفع الإنتاج إلى 730 مليون طن في عام 2010. وهناك عامل إضافي يتمثل في الجهود التي تبذلها الشاحنات المحملة بشكل زائد والتي تفتقر إلى توفر الوثائق القانونية المناسبة لشحنتها لتجنب محطة مراقبة ومراقبة جودة الفحم على الطريق السريع الوطني الصيني 208.

### التأثير والنهاية
باع السكان المحليون بالقرب من الطريق السريع سلعًا مختلفة مثل الماء والشعيرية سريعة التحضير والسجائر بأسعار باهظة للسائقين الذين تقطعت بهم السبل. زجاجة المياه كانت تكلف عادة يوانا واحدا ولكن تباع على الطريق السريع ب 15 يوانا. كما اشتكى السائقون من أن سعر الشعيرية سريعة التحضير قد تضاعف ثلاث مرات، فيما أنشأ بعض البائعين متاجر متنقلة على الدراجات.
حاولت السلطات تسريع حركة المرور من خلال السماح لمزيد من الشاحنات بدخول بكين خاصة في الليل. كما طلبوا من شركات النقل بالشاحنات تعليق العمليات أو اتخاذ طرق بديلة. بحلول أواخر أغسطس 2010، تلاشى الازدحام المروري إلى حد كبير على ما ورد بسبب جهود السلطات. بين بكين ومنغوليا الداخلية، تم الإبلاغ عن تباطؤ طفيف في حركة المرور بالقرب من أكشاك تحصيل الرسوم.